# Claude de Forbin
Grof Claude de Forbin, francoski admiral, * 6. avgust 1656, † 4. marec 1733.

## Življenjepis
Kralj Ludvik XIV. Francoski ga je poslal v sestavi veleposlaništva v Siam (Tajska); ko se je veleposlanik de Chaumont vrnil nazaj v Francijo, je bil Forbin naprošen, da ostane v Siamu. Tako je postal veliki admiral, general vseh kraljevih armad in guverner Bangkoka. Vse položaje je zasedel le dve leti, saj je zapustil dvor zaradi spletk in ljubosumlja ministra Faulcona; v Francijo je prispel leta 1688.
Med špansko nasledstveno vojno je poveljeval eskadri treh linijski ladij v Jadranskem morju, s katero je blokiral Benetke, bombardiral Trst in oplenil Reko. V letih 1703-04 pa je preganjal pirate iz Vlissingena.
Po njem so poimenovali šest ladij Francoske vojne mornarice.